# OP-380
OP-380 – energetyczny kocioł parowy o wydajności produkcji pary 380 t/h.

## Dane techniczne
| Parametr                         | Wartość                    | Źródła |
| -------------------------------- | -------------------------- | ------ |
| Typ kotła                        | parowy, pyłowy, walczakowy | [ 1 ]  |
| Cyrkulacja                       | naturalna                  | [ 1 ]  |
| Rodzaj paleniska                 | tangencjalne               | [ 1 ]  |
| Maksymalna wydajność             | 105,6 kg/s                 | [ 1 ]  |
| Temperatura pary świeżej (wylot) | 540 °C                     | [ 1 ]  |
| Ciśnienie pary świeżej (wylot)   | 13,9 MPa                   | [ 1 ]  |
| Temperatura pary wtórnej (wylot) | 540 °C                     | [ 1 ]  |
| Ciśnienie pary wtórnej (wylot)   | 2,65 MPa                   | [ 1 ]  |
| Temperatura wody zasilającej     | 227 °C                     | [ 1 ]  |
| Sprawność kotła                  | 91%                        | [ 1 ]  |
| Rodzaj paliwa                    | węgiel kamienny            | [ 1 ]  |
| Wartość opałowa paliwa           | 21 MJ/kg                   | [ 1 ]  |

## Wykorzystanie
| Kraj           | Obiekt                      | Liczba | Źródła |
| -------------- | --------------------------- | ------ | ------ |
| Polska         | Elektrownia Łagisza         | 5      | [ 1 ]  |
| Polska         | Elektrownia Łaziska         | 2      | [ 1 ]  |
| Polska         | Elektrociepłownia Kraków    | 2      | [ 1 ]  |
| Polska         | Elektrociepłownia Siekierki | 1      | [ 1 ]  |
| Polska         | Elektrownia Siersza         | 4      | [ 1 ]  |
| Chiny          | Elektrownia Huainan         | 2      | [ 1 ]  |
| Łączna liczba: | Łączna liczba:              | 16     |        |